# Prinzenschlösschen

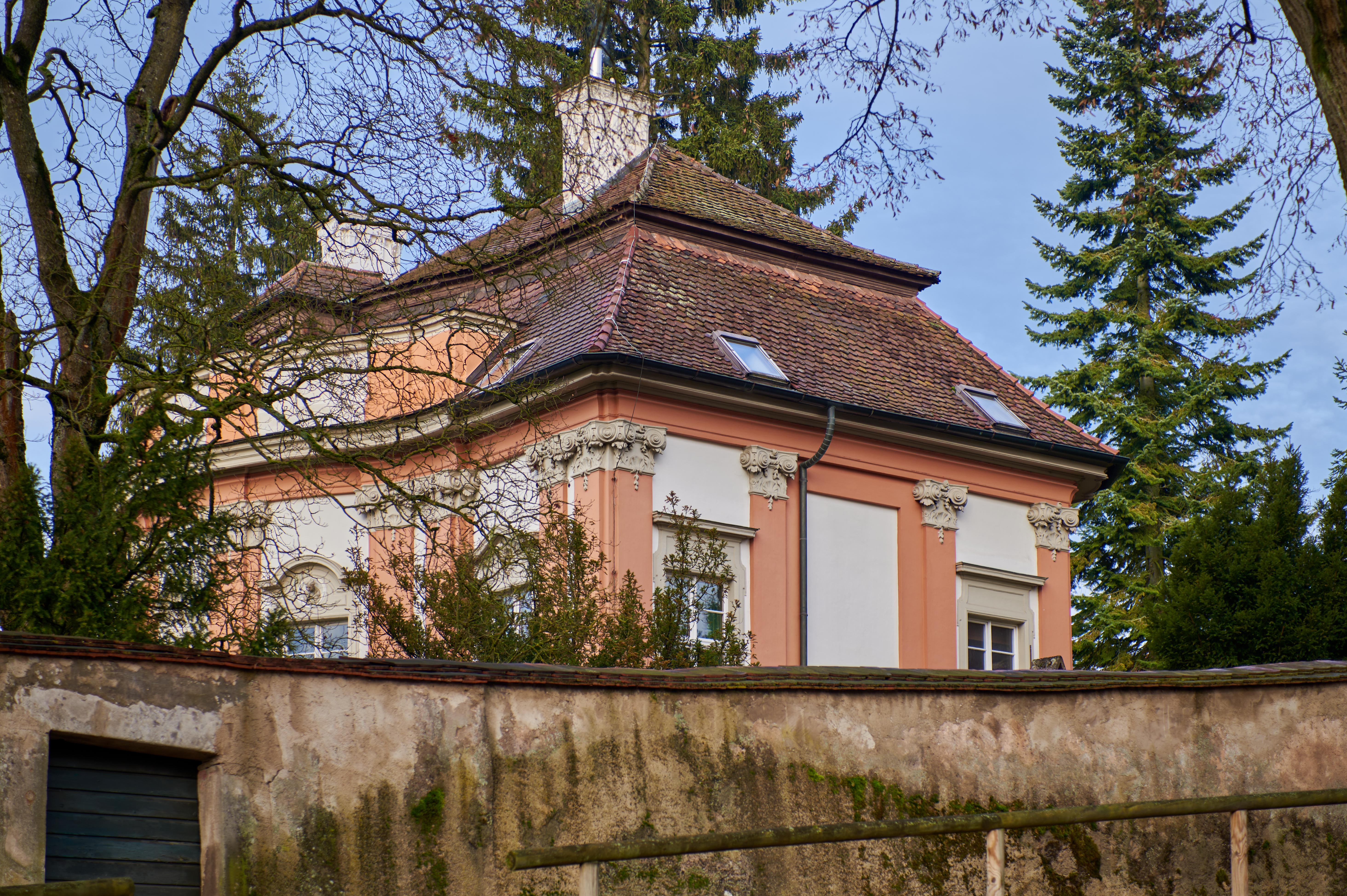
Prinzenschlösschen in der Schloßstraße 39

Das Prinzenschlösschen (auch Sommerhaus oder Salettl) ist ein kleines Schloss im mittelfränkischen Ansbach. 	

## Geschichte
Das Schloss wurde für Hofrat Georg Christian Seefried zwischen 1697 und 1699 durch Gabriel de Gabrieli errichtet. Markgräfin  Christiane Charlotte erwarb das Schlösschen 1721 für ihren Sohn Karl Wilhelm Friedrich, den späteren „Wilden Markgrafen“; daher stammt der Name Prinzenschlösschen. Es ist erhalten und in Privatbesitz.

## Beschreibung
Das Gebäude ist in der Liste der Baudenkmäler in Ansbach folgendermaßen beschrieben:
Prinzenschlösschen, als Gartenhaus erbaut: Nach Norden eingeschossiges, südlich zweigeschossiges Gebäude mit Mansardwalmdach, mit vorschwingendem Mittelrisalit, Pilaster- und Putzgliederung, von Gabriel de Gabrieli, 1697/99 und um 1710, mit Ausstattung.

Terrassierter Garten mit Wasserspielen, 1705/15; Ummauerung mit Gartenportalen mit gequaderten Sandsteinpfeilern, 18. Jahrhundert.